# Mercedes Lambre
Mercedes Rodríguez Lambre (La Plata, provincia de Buenos Aires; 5 de octubre de 1992) conocida artísticamente como Mercedes Lambre y también como Mechi Lambre, es una actriz, bailarina, cantante y modelo argentina, conocida por su personaje de Ludmila Ferro en la telenovela de Disney Channel Latinoamérica, Violetta.

## Carrera
Comenzó su formación artística en su ciudad natal donde estudió cuatro años de comedia musical en el CEFOA de La Plata, teatro con diferentes profesores y actores como Lito Cruz, Mónica Bruni y Gastón Marioni, y canto con varios profesores.
Inició su carrera profesional como modelo a los dieciséis años y luego en la señal de TV paga Utilísima, haciendo tutoriales de maquillaje para un programa del canal.
Su primera participación en una ficción fue en la serie de Disney Channel Latinoamérica, Violetta (2012 - 2015) donde interpretó a Ludmila Ferro, la villana de la ficción y némesis de la protagonista, Violetta, interpretada por Tini Stoessel. Además repitió el mismo papel para una miniserie web paralela, Ludmila Cyberst@r, que se encontraba alojada en la sección dedicada a Violetta de la página de Internet, Disneylatino.com.
También realizó otras producciones con el elenco de Violetta. Por un lado, participó de la banda sonora de la serie, editando seis discos en total (Véase Discografía). 
Por otro lado, realizó dos giras teatrales, siendo la primera, la gira mundial Violetta en vivo (2013 - 2014) que recorrió Latinoamérica y parte de Europa, y la segunda, la gira mundial de despedida Violetta Live International Tour (2015) que recorrió Latinoamérica y Europa.
Finalmente filmó tres películas junto al elenco. La primera, Violetta en concierto, estrenada en 2014 muestra uno de los conciertos en Milán (Italia) de la gira Violetta en vivo e imágenes inéditas del detrás de escena de la gira. La segunda película fue el documental para Disney Channel Violetta: El viaje, estrenado en 2015, donde se mostraron momentos de la gira mundial de despedida y entrevistas exclusivas al elenco. La tercera película fue Tini: El gran cambio de Violetta, estrenada en 2016 y filmada en Sicilia (Italia) y Madrid (España), que sirvió como película de despedida de la telenovela.
En 2016, luego de su salida de Violetta, participó de dos obras de teatro en el Centro Cultural 25 de Mayo de Buenos Aires. La primera, Los fabulosos ¡BUU!, una obra de teatro para chicos escrita por Gastón Marioni y dirigida por Rubén Viani, donde Lambre interpretó a Luna. La segunda obra de teatro se trató de Cardenio, obra perdida y atribuida a John Fletcher y William Shakespeare, que fue adaptada y dirigida por Patricio Orozco. Allí Lambre personificó el papel de Dorotea.
En 2017 comenzó a trabajar en la telenovela de Nickelodeon Latinoamérica, Heidi, bienvenida a casa (2017 - 2019), componiendo el personaje de Emma Corradi, la mejor amiga de la protagonista Heidi, interpretada por Chiara Francia. Junto al elenco de Heidi, bienvenida a casa realizó otras producciones, como un disco del mismo nombre editado en 2017, y dos funciones en el Teatro Astral de Buenos Aires también en 2017. En la segunda temporada titulada Heidi, bienvenida al show, Lambre además compuso tres canciones para la serie.
Por otro lado, en 2017 debutó como conductora en la entrega anual de premios Nickelodeon Kids' Choice Awards Argentina, junto al Chino Leunis, donde los niños votan sus preferencias del mundo de la televisión, el cine, la música y las redes sociales.
En 2019, luego de la finalización de Heidi, bienvenida a casa, protagonizó la adaptación teatral de la obra El principito de Antoine de Saint-Exupéry, realizada por Liliana Romero y Norman Ruiz, donde Lambre se puso en la piel del personaje homónimo. La obra la llevó a una gira por el interior del país con presentaciones en el Auditorio Fundación Astengo de la ciudad de Rosario, y en el Teatro 3 de Febrero de la ciudad de Paraná.
En 2020 puso la voz para una adaptación cinematográfica animada del cuento de hadas El gigante egoísta de Oscar Wilde, escrita y dirigida por Liliana Romero y Norman Ruiz, donde Lambre caracterizó el personaje de Nany.
Entre 2021 y 2022 formó parte del reparto de la serie musical juvenil de Flow, WTF! Con la música a otra parte donde interpretó a Gretta Jarox. La serie sigue las experiencias de un grupo de jóvenes participantes de un reality show de canto. Junto al elenco Lambre participó de la banda sonora de la segunda temporada de la serie, lanzada en 2022.
En 2022 se alejó de las producciones infantojuveniles, apareciendo en la película Yo, traidor escrita y dirigida por Rodrigo Fernández Engler, donde personificó a Maite, el interés romántico del protagonista, interpretado por Mariano Martínez. La película fue filmada en 2019 pero su estreno fue pospuesto debido a la pandemia de COVID-19.

## Vida personal
En 2020 se casó con Ezequiel Freidzon, dueño de una cafetería de especialidad, luego de tres años de relación. En diciembre de 2024 se convirtieron en padres por primera vez de una niña llamada Elise.

## Filmografía
| Año  | Título                           | Rol           | Notas |
| ---- | -------------------------------- | ------------- | ----- |
| 2016 | Tini: El gran cambio de Violetta | Ludmila Ferro |       |
| 2022 | Yo, traidor                      | Maite         |       |

| Año       | Título                          | Rol               | Notas             | Medio          |
| --------- | ------------------------------- | ----------------- | ----------------- | -------------- |
| 2012–2015 | Violetta                        | Ludmila Ferro     | Reparto principal | Disney Channel |
| 2012      | Ludmila Cyberst@r               | Ludmila Ferro     | Reparto principal | Youtube        |
| 2015      | Violetta: El Viaje              | Ella misma        | Documental        | Disney Channel |
| 2017–2019 | Heidi, bienvenida a casa        | Emma Corradi      | Reparto principal | Nickelodeon    |
| 2017      | Kids' Choice Awards Argentina   | Copresentadora    | Premiación anual  | Nickelodeon    |
| 2021–2022 | WTF! Con la música a otra parte | Gretta Jarox      | Reparto principal | Flow           |
| 2022      | Solo amor y mil canciones       | Ella misma        | Programa especial | Disney+        |
| 2025      | Bon Vivant                      | Penélope Lombardi | Reparto principal | Youtube        |

## Teatro
- Violetta en vivo como Ludmila Ferro/Ella misma (Gira mundial 2013 - 2014)
- Violetta Live International Tour como Ludmila Ferro/Ella misma (Gira de despedida 2015)
- Los fabulosos ¡BUU! como Luna (2016)
- Cardenio como Dorotea (2016)
- Heidi, bienvenida a casa como Emma Corradi (2017)
- El principito experiencia holográfica como El principito (2019)
- Es sólo sexo como Carla (2023) [cita requerida]

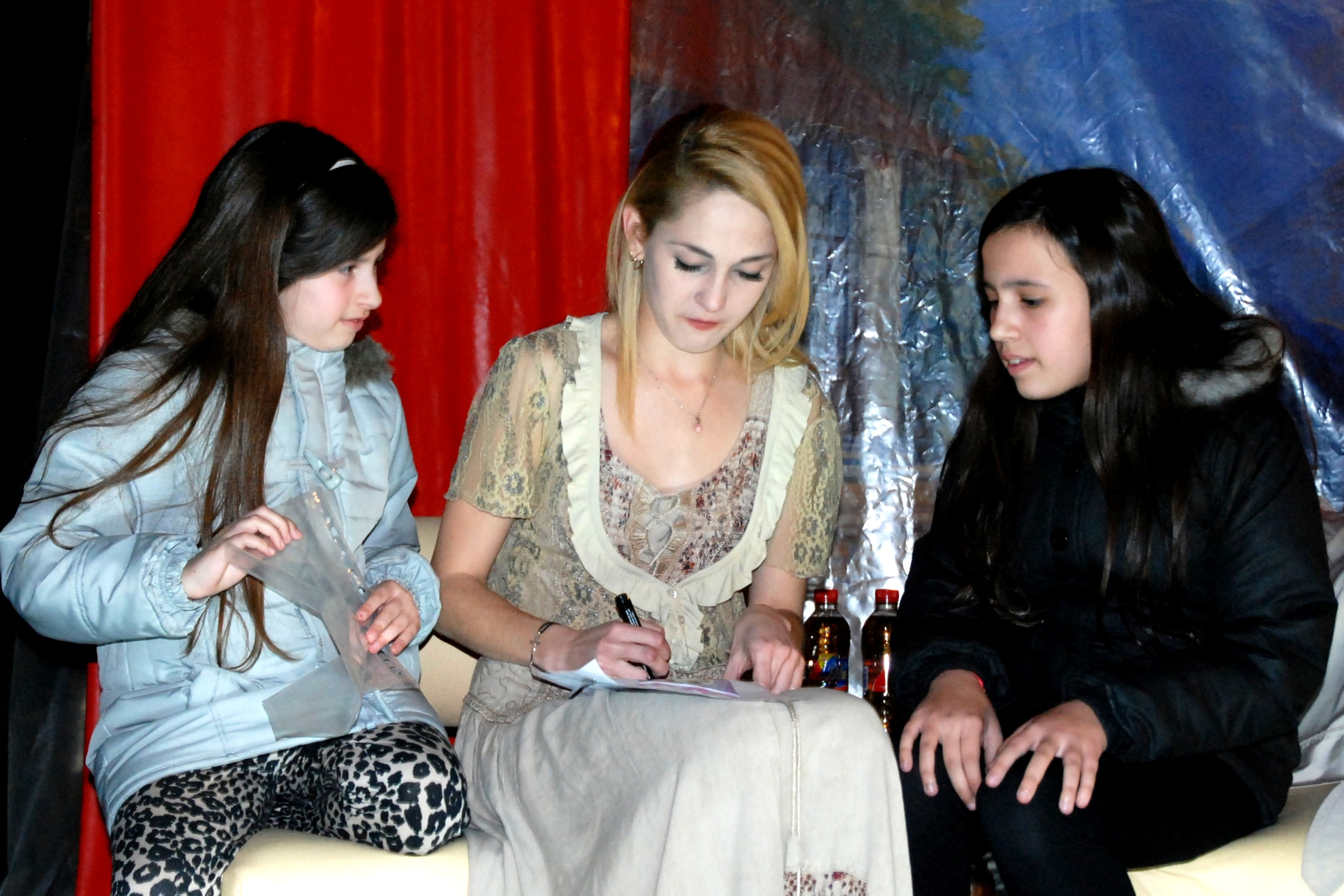
Mercedes Lambre firmando autógrafos en La Plata, en 2013.

## Discografía
Bandas sonoras
- 2012: Violetta[32]
- 2012: Cantar es lo que soy[33]
- 2013: Hoy somos más[34]
- 2013: Violetta en vivo[35]
- 2014: Gira mi canción[36]
- 2015: Crecimos juntos[37]
- 2017: Heidi, bienvenida a casa
- 2022: WTF! Con la música a otra parte Temporada 2

## Premios y nominaciones
| Año  | Premio                        | Categoría        | Producción               | Resultado |
| ---- | ----------------------------- | ---------------- | ------------------------ | --------- |
| 2012 | Kids' Choice Awards Argentina | Villano favorito | Violetta                 | Ganadora  |
| 2013 | Kids' Choice Awards México    | Villano favorito | Violetta                 | Nominada  |
| 2013 | Kids' Choice Awards Argentina | Villano favorito | Violetta                 | Ganadora  |
| 2014 | Kids' Choice Awards Colombia  | Villano favorito | Violetta                 | Ganadora  |
| 2014 | Kids' Choice Awards Argentina | Actriz favorita  | Violetta                 | Nominada  |
| 2017 | Kids' Choice Awards Colombia  | Actriz favorita  | Heidi, bienvenida a casa | Nominada  |
| 2017 | Kids' Choice Awards Argentina | Actriz favorita  | Heidi, bienvenida a casa | Nominada  |